# السنسلة
السنسلة وجمعها سناسل، هي الأسوار الحجرية، وسميت كذلك لشبهها بالسلاسل، وهو عبارة عن وضع حجارة ذات أحجام متوسطة وقريبة من بعضها البعض، على شكل سلاسل متراصة لا يتجاوز ارتفاعها المتر، وتعتمد الشكل الطولي المتواصل على منحدرات الجبال والتلال، وذلك بهدف منع انجراف التربة، الأمر الذي يحفظ التربة ويضمن استمرار النشاط الزراعي دون عوائق في الجبال المزروعة بالشجر خاصة الزيتون واللوزيات.

## أصول السناسل وتاريخها
الغالبية العظمى للسناسل الفلسطينية التي بنيت في تعود للعصر العثماني ومنها ما يعود إلى العصور الإسلامية الأولى وقلة قليلة تعود للعصر الروماني، وهذا ما أشارت إليه نتائج بحث جديد للمعهد الجيولوجي الإسرائيلي، وقد توصل المعهد الجيولوجي باستخدام وسائل حديثة وفحوصات كيميائية إلى هذه النتائج القاطعة.

## أصناف السناسل
1.   سنسلة حجر أسود: مثل هذا النوع من السناسل يتكاثر في البادية وتكمن الحرفة في بناء مثل هذا السور في إتقان البناء من طبقة واحدة من الحجارة، أي صف واحد فقط.
2.   السنسلة واطية حجر ناشف: والتي تنتشر في القرى والأرياف، وتفيد في الحد من انجراف التربة، وتبنى من عدة طبقات لتبقى ثابتة أزمنة طويلة.
3.   سنسلة طين وحجر عالي: عبارة عن سناسل مبنية من الحجر والطين، وتتميز بأنها عالية جداً.
4.   سنسلة طوب طيني: والتي يتم بناؤها لتشكل أسوار دائمة للبيوت

## مواصفات السناسل
فيجب أن يتراوح عرض وارتفاع السناسل ما بين 60-100 سم ما عدا المناطق شديدة الانحدار حيث أن لا يقل الارتفاع الخلفي عن 20 سم كما يجب عند بناء السلاسل الحجرية مراعاة وضع الحجارة الكبيرة في القاعدة والجوانب بينما توضع الحجارة الصغيرة داخل السلسة لزيادة قوتها ومقاومتها للمياه الجارية.
أما بالنسبة للفتحات ما بين السلاسل فكما هو متبع بالسلاسل فكما هو متبع بالسلاسل الترابية فيجب أن لا يتجاوز طول الفتحات ما بين السلاسل الحجرية عن 5 م لكل 100 متر طولي من السلسة كما يجب مراعاة توزيع هذه الفتحات ما بين السلاسل المختلفة بشكل متبادل.

## وظائف السناسل
1. تساهم في تخليص الأرض من الحجارة التي تعيق حرثها وزراعتها.
2. تخفيف سرعة جريان المياه والمحافظة على التربة من الانجراف.
3. المساعدة على زيادة احتفاظ التربة بمياه الأمطار.
4. المساعدة في عملية إزالة الحجارة الموجودة فوق سطح التربة.
5. الدور الجمالي الذي تلعبه السناسل بوصفها لوحات حجرية متناغمة تحول «الحجر» إلى موسيقى وتناغم فتغدو لوحات تشكيلية مبثوثة على جوانب «المزارع» أو البيوت الريفية الجميلة.